# Sân vận động Bank of America
Sân vận động Bank of America (tiếng Anh: Bank of America Stadium) là một sân vận động bóng bầu dục có sức chứa 75.523 chỗ ngồi trên diện tích 33 mẫu Anh (13 ha) ở Charlotte, North Carolina, Hoa Kỳ. Đây là sân nhà và trụ sở của Carolina Panthers của National Football League, và được lên kế hoạch trở thành sân nhà của Charlotte FC của Major League Soccer. Sân vận động được khánh thành vào năm 1996 với tên gọi Sân vận động Ericsson trước khi Bank of America mua quyền đặt tên vào năm theo thỏa thuận 20-25 năm, trị giá 140 triệu đô la. Cựu chủ tịch Panthers Danny Morrison đã gọi sân là "[Một] sân vận động cổ điển của Mỹ" do thiết kế hình bát và các tính năng khác của sân.
Ngoài Panthers, sân vận động còn tổ chức Duke's Mayo Bowl hàng năm, nơi có các đội từ Atlantic Coast Conference (ACC) và Southeastern Conference (SEC) hoặc Big Ten Conference. Sân vận động đã được lên kế hoạch tổ chức Trận đấu vô địch ACC hàng năm ít nhất là đến năm 2019; trận đấu đã được chuyển sang sân khác vào năm 2016 nhưng đã trở lại vào năm 2017. Lượng khán giả lớn nhất từng dự khán một trận bóng bầu dục tại sân vận động là vào ngày 9 tháng 9 năm 2018, khi 74.532 người hâm mộ xem Panthers đánh bại Dallas Cowboys 16–8.